# Foca Point
Foca Point är en udde i Antarktis. Den ligger i Sydorkneyöarna. Argentina och Storbritannien gör anspråk på området.
Terrängen inåt land är kuperad åt nordost, men söderut är den platt.  Trakten är obefolkad. Det finns inga samhällen i närheten. 